# Groupe de femmes pour l'abolition des mutilations sexuelles
De Groupe de femmes pour l'abolition des mutilation sexuelles (GAMS) is een non-profitorganisatie die strijdt tegen vrouwenbesnijdenis (ook: vrouwelijke genitale verminking of female genital mutilation, FGM) en tegen gedwongen huwelijken.  
De vereniging werd opgericht  in Frankrijk in 1996.  
In haar bestaan organiseerde GAMS een aantal colloquia en campagnes, publiceerde brochures, het stripboek Diariatou (2005), een handleiding voor betrokken beroepssectoren (2011) en de resultaten van het onderzoek Excision et migration ("Besnijdenis en migratie", 2010), een concert met de Guineese zangeres Sayon Bamba (2012), en reizende tentoonstelling (2014).
Voorzitster Khadidiatou Diallo getuigde in 2008 in de Belgische Senaat hoe persoonlijke ervaringen haar ertoe brachten GAMS-België op te richten. Naar GAMS wordt ook verwezen door het Vlaamse Agentschap Integratie en Inburgering. Nochtans uitte GAMS begin 2019 kritiek op het volgens haar ontoereikende budget dat toenmalig welzijnsminister Jo Vandeurzen uittrok voor de bestrijding van genitale verminking en kindhuwelijken.